# Thiemo de Bakker
Thiemo Carsten Jannick de Bakker (Den Haag, 19 september 1988) is een voormalig professioneel tennisser uit Nederland.
De Bakkers juniorencarrière verliep voorspoedig, zo wist hij het juniorentoernooi van Wimbledon 2006 op zijn naam te schrijven. De daaropvolgende jaren verliepen minder succesvol. In 2010 boekte De Bakker veel progressie door eerst de top honderd en vervolgens de top 50 van de wereldranglijst binnen te dringen, ook bereikte hij dat jaar de derde ronde van Roland Garros, Wimbledon en US Open.

## Carrière
Op zeventienjarige leeftijd wist De Bakker het jeugdtoernooi van Wimbledon te winnen. Hij was de eerste mannelijke Nederlander die deze titel behaalde. Eerder, in 2006, behaalde De Bakker de halve finale van het jeugdtoernooi van Roland Garros.

### 2007
Op Wimbledon 2007 kreeg hij van de organisatie een wildcard voor dat toernooi vanwege zijn toernooioverwinning bij de jeugd het jaar daarvoor. Daar werd hij in de eerste ronde uitgeschakeld door de Australiër Wayne Arthurs: 7-6 (7), 7-6 (7), 6-7 (4), 4-6, 4-6. De Bakker stond twee sets voor, maar de wedstrijd kantelde in de derde set.
In juli 2007 mocht de Bakker via een wildcard opnieuw meedoen aan het toernooi van Amersfoort en daarin won hij in de 1e ronde van Nicolás Massú, de olympisch kampioen van Athene.

### 2008
In 2008 werd De Bakker voor het eerst geselecteerd voor een duel in de Davis Cup. Nederland speelde dit duel tegen Macedonië. Op het moment dat Siemerink De Bakker selecteerde, speelde De Bakker alleen Futures. Direct nadat hij geselecteerd was kreeg De Bakker een wildcard om aan het kwalificatietoernooi van de Challenger in Napels deel te nemen. In dit toernooi behaalde De Bakker de kwartfinale en steeg vervolgens 71 plaatsen op de wereldranglijst.
Ook maakte hij dat jaar bekend dat hij Raemon Sluiter had benaderd om zijn nieuwe coach te worden.

### 2009
De Bakker was in 2009 vooral actief op het challengerniveau, waar hij enkele finales wist te bereiken. Daarnaast deed hij zijn opwachting in verschillende ATP-toernooien, waar hij zich via het kwalificatietoernooi voor het hoofdtoernooi plaatste. In München en in Rosmalen behaalde hij de tweede ronde.
In Caltanissetta verloor hij in de finale en in Tampere won De Bakker zijn eerste challengertitel uit zijn carrière. Hij won twee weken na zijn eerste challengertitel ook zijn tweede in Vigo, hij won daar ook het dubbeltoernooi samen met Raemon Sluiter. Op 23 augustus won De Bakker opnieuw een challenger, ditmaal in San Sebastián. Op 6 september won de Bakker opnieuw, ditmaal in Brașov. Deze overwinning betekende zijn derde toernooizege op rij, en zijn vierde toernooizege in vijf toernooien. In de halve finale van het challengertoernooi in Alphen aan den Rijn kwam er een einde aan de zegereeks van De Bakker die 18 winstpartijen opleverde.
In september was De Bakker kopman van het Nederlandse Daviscupteam. Op de eerste speeldag versloeg De Bakker Gaël Monfils. Nederland verloor de ontmoeting uiteindelijk met 4-1 en degradeerde naar de regionale groep 1.

### 2010
In januari 2010 haalde De Bakker op het toernooi van Chennai voor het eerst in zijn loopbaan de kwartfinale van een ATP-toernooi, onder meer na een overwinning in de tweede ronde op Robin Haase. Bij de laatste acht verloor hij van de Serviër Janko Tipsarević.
Tijdens de Australian Open verloor hij in de eerste ronde van de als zevende geplaatste Amerikaan Andy Roddick met 6-1, 6-4 en 6-4. In april haalde hij de tweede ronde op het ATP-toernooi van Monte Carlo. Hierin werd hij met 6-1 en 6-0 verslagen door Rafael Nadal. Eind april haalde hij voor het eerst een halve finale van een ATP-toernooi. Op het toernooi van Barcelona versloeg hij onder meer Juan Carlos Ferrero en Jo-Wilfried Tsonga. Tsonga was de eerste speler uit de top 10 die hij versloeg.
In mei 2010 behaalde De Bakker de tweede ronde van Roland Garros door de Fransman Olivier Patience te verslaan met 6-4, 5-7, 6-4 en 6-3. In de tweede ronde moest ook Guillermo García López met 6-3, 3-6, 7-6 (5) en 7-5 het veld ruimen. In de derde ronde was de als 8e geplaatste Fransman Jo-Wilfried Tsonga de tegenstander. De Bakker verloor na drie uur met 7-6 (6), 6-7 (4), 3-6 en 4-6. Voor De Bakker was het de eerste keer dat hij de eerste ronde van een grandslamtoernooi overleefde. Hij deed daarnaast ook voor het eerst mee aan een dubbeltoernooi op een Grand Slam, samen met dubbelspecialist Rogier Wassen vormt hij een duo. Ze vlogen er echter al in de eerste ronde uit.
In juni 2010 versloeg De Bakker in de eerste ronde van Wimbledon de Colombiaan Santiago Giraldo in een vijfsetter die over twee dagen gespeeld werd in verband met invallende duisternis op de eerste speeldag na vier sets. De Bakker won uiteindelijk met 6-7, 6-4, 6-3, 5-7 en 16-14. In de tweede ronde trof De Bakker John Isner, die in de eerste ronde de marathonpartij speelde die meer dan 11 uur duurde. De Bakker versloeg Isner eenvoudig in drie sets met 6-0, 6-3 en 6-2. In de derde ronde trof De Bakker de Fransman Paul-Henri Mathieu, die won met 6-75, 6-76, 7-68, 4-6.

### 2011
Op de grandslamtoernooien (geen deelname aan Wimbledon) werd De Bakker in de eerste ronde uitgeschakeld. Op de ATP-tour wist De Bakker verder de tweede ronde te bereiken van het ATP-toernooi van Madrid. Door het puntverlies op de wereldranglijst werd De Bakker naar het challengercircuit verwezen. Hij sloot het jaar af met een 223e plaats op de wereldranglijst.

### 2012
De Bakker viel in mei 2012 terug naar zijn laagste ranking sinds maart 2008, zo stond hij in de laatste week van mei op de 398e plaats van de wereldranglijst. In de maanden mei en juni is De Bakker derhalve actief op het futureniveau (derde niveau van het professionele tennis). Zo won hij in juni de futuretoernooien van Zuidwolde en Alkmaar, nadat hij enkele weken eerder een finaleplaats had behaald in een soortgelijk toernooi in Getxo.
Met een wildcard nam De Bakker vervolgens deel aan het challengertoernooi van Scheveningen, waar hij de kwartfinale bereikte. Een week later schreef hij het challengertoernooi van Graven op zijn naam door in de finale af te rekenen met Victor Hănescu. Door deze toernooiwinst maakte De Bakker weer deel uit van de top 200 van de wereldranglijst. Door een maand later (in oktober) een finaleplaats te behalen bij de challenger van Belém en een week later het challengertoernooi van het Argentijnse San Juan te winnen sloot De Bakker het jaar af als nummer 124 van de wereld.

### 2013
Het eerste ATP-toernooi voor De Bakker in 2013 was Rotterdam. In de eerste ronde versloeg hij Michail Joezjny (de toenmalige nummer 30 van de wereld), om in de tweede ronde te verliezen van Roger Federer. Een finaleplaats bij het challengertoernooi van Santiago en een succesvolle kwalificatie voor het ATP-toernooi van Monte Carlo (Masters 1000-toernooi) leverde De Bakker een plekje op in de top 100 van de wereldranglijst.

### 2015
Na veel ellende en een lage ranking weet Thiemo de Bakker zich pas helemaal aan het einde van het seizoen terug te knokken. Hij wint de laatste 2 challengers van het jaar in Monterrey en Las Vegas waardoor De Bakker na lange tijd weer terug is in de top 100 en hij zich direct plaats voor de Australian open van 2016.

### 2016
2016 begint De Bakker slechts met een verliespartij in de kwalificatie van Brisbane, maar knokt zich terug in Auckland. In de kwalificatie wint hij beide wedstrijden en in de 1e ronde van het hoofdtoernooi rekent hij af met Albert Ramos, de nummer 55 van de wereld. Bij zowel de Australian Open 2016 als Roland Garros 2016 verliest De Bakker in de eerste ronde (bij de overige Grandslamtoernooien is de kwalificatie het eindstation).

## Achtergrond
De Bakker maakte veel gebruik van dropshots en aces, daarnaast had hij een sterke backhand en service. Op belangrijke momenten verraste De Bakker weleens, bijvoorbeeld door ineens een dropshot te slaan.
In 2019 besloot de nationale tennisbond hem niet meer full-time te ondersteunen, wat een grote (financiële) klap voor hem was. 

### Trainers
Sinds 2008 had De Bakker een begeleidingsteam van sponsor Adidas achter zich, met als begeleider Mats Merkel. Daarnaast werd hij ook getraind door Rohan Goetzke en Jan Siemerink, de Nederlandse Davis Cup-captain.
Door De Bakkers opvallende prestaties op Roland Garros 2010 toonden enkele bekende tenniscoaches zich bereid om hem op te nemen. Tony Roche, Paul McNamee en Patrick Mouratoglou zouden interesse getoond hebben.

## Palmares
| Legenda                       | Legenda               |
| ----------------------------- | --------------------- |
| Grand Slam                    |                       |
| Olympische Spelen             |                       |
| tot 2009                      | vanaf 2009            |
| Tennis Masters Cup            | ATP Finals            |
| ATP Masters Series            | ATP Tour Masters 1000 |
| ATP International Series Gold | ATP Tour 500          |
| ATP International Series      | ATP Tour 250          |

### Enkelspel
| Nr.                          | Datum            | Toernooi            | Ondergrond | Tegenstander in finale | Score             |
| ---------------------------- | ---------------- | ------------------- | ---------- | ---------------------- | ----------------- |
| Gewonnen challengers         |                  |                     |            |                        |                   |
| 1.                           | 2 augustus 2009  | Tampere             | Gravel     | Peter Luczak           | 6-4, 7-67         |
| 2.                           | 15 augustus 2009 | Vigo                | Gravel     | Thierry Ascione        | 6-4, 4-6 6-2      |
| 3.                           | 23 augustus 2009 | San Sebastián       | Gravel     | Filip Krajinović       | 6-2, 6-3          |
| 4.                           | 6 september 2009 | Brașov              | Gravel     | Pere Riba              | 7-5, 6-0          |
| 5.                           | 22 juli 2012     | Graven              | Gravel     | Victor Hănescu         | 6-4, 3-6, 7-5     |
| 6.                           | 9 september 2012 | Alphen aan den Rijn | Gravel     | Simon Greul            | 6-4, 6-2          |
| 7.                           | 14 oktober 2012  | San Juan            | Gravel     | Martín Alund           | 6-2, 3-6, 6-2     |
| 8.                           | 14 april 2014    | Santiago            | Gravel     | James Duckworth        | 4-6, 7-6(10), 6-1 |
| 9.                           | 25 oktober 2015  | Las Vegas           | Hard       | Grega Žemlja           | 3–6, 6–3, 6–1     |
| 10.                          | 31 oktober 2015  | Monterrey           | Hard       | Víctor Estrella Burgos | 7–6(1), 4–6, 6–3  |
| Verloren finales challengers |                  |                     |            |                        |                   |
| 1.                           | 16 maart 2009    | Caltanissetta       | Gravel     | Jesse Huta Galung      | 2-6, 3-6          |
| 2.                           | 1 oktober 2010   | Belem               | Hard       | Ricardo Hocevar        | 6-7(1), 6-7(4)    |
| 3.                           | 4 maart 2013     | Santiago            | Hard       | Facundo Bagnis         | 6-7(2), 6-7(3)    |
| 4.                           | 23 juni 2014     | Marburg             | Gravel     | Horacio Zeballos       | 6-3, 3-6, 3-6     |
| 5.                           | 11 mei 2015      | Bordeaux            | Gravel     | Thanasi Kokkinakis     | 4-6, 6-1, 6-7(5)  |

### Dubbelspel
| Nr.                              | Datum             | Toernooi            | Ondergrond    | Partner            | Tegenstanders in finale                  | Score            | Details |
| -------------------------------- | ----------------- | ------------------- | ------------- | ------------------ | ---------------------------------------- | ---------------- | ------- |
| Verloren finales herendubbel     |                   |                     |               |                    |                                          |                  |         |
| 1.                               | 17 februari 2013  | ATP Rotterdam       | Hardcourt (I) | Jesse Huta Galung  | Robert Lindstedt Nenad Zimonjić          | 7-5, 3-6, [8-10] | Details |
| Gewonnen challengers herendubbel |                   |                     |               |                    |                                          |                  |         |
| 1.                               | 14 augustus 2009  | Vigo                | Gravel        | Raemon Sluiter     | Pedro Clar-Rossello Albert Ramos-Vinolas | 7-65 6-2         |         |
| 2.                               | 11 september 2011 | Alphen aan den Rijn | Gravel        | Antal van der Duim | Igor Sijsling Matwé Middelkoop           | 6-4 6-74 [10-6]  |         |
| 3.                               | 5 augustus 2013   | Rio de Janeiro      | Gravel        | André Sá           | Marcelo Demoliner João Souza             | 6-3, 6-2         |         |
| 4.                               | 11 mei 2015       | Bordeaux            | Gravel        | Robin Haase        | Lucas Pouille Serhij Stachovsky          | 6-3, 7-5         |         |
| 5.                               | 31 oktober 2015   | Monterrey           | Hard          | Mark Vervoort      | Paolo Lorenzi Fernando Romboli           | w/o              |         |
| Verloren finales challengers     |                   |                     |               |                    |                                          |                  |         |
| 1.                               | 17 oktober 2015   | Casablanca          | Gravel        | Stephan Fransen    | Laurynas Grigelis Mohamed Safwat         | 4-6, 3-6         |         |

## Resultaten grote toernooien
| Legenda | Legenda                          |
| ------- | -------------------------------- |
| g.t.    | geen toernooi gehouden           |
| l.c.    | lagere categorie                 |
| –       | niet deelgenomen                 |
| G       | uitgeschakeld in de groepsfase   |
| 1R      | uitgeschakeld in de eerste ronde |
| 2R      | uitgeschakeld in de tweede ronde |
| 3R      | uitgeschakeld in de derde ronde  |
| 4R      | uitgeschakeld in de vierde ronde |
| KF      | uitgeschakeld in de kwartfinale  |
| HF      | uitgeschakeld in de halve finale |
| F       | de finale verloren               |
| W       | het toernooi gewonnen            |
| w-v     | winst/verlies-balans             |

### Enkelspel
| toernooi             | 2007 | 2008 | 2009 | 2010 | 2011 | 2012 | 2013 | 2014 | 2015 | 2016 | 2017 |
| -------------------- | ---- | ---- | ---- | ---- | ---- | ---- | ---- | ---- | ---- | ---- | ---- |
| grandslamtoernooien  |      |      |      |      |      |      |      |      |      |      |      |
| Australian Open      | –    | –    | –    | 1R   | 1R   | –    | –    | –    | –    | 1R   | –    |
| Roland Garros        | –    | –    | –    | 3R   | 1R   | –    | –    | –    | –    | 1R   | –    |
| Wimbledon            | 1R   | –    | –    | 3R   | –    | –    | –    | –    | –    | –    | –    |
| US Open              | –    | –    | –    | 3R   | 1R   | –    | –    | –    | –    | –    |      |
| ATP Masters 1000     |      |      |      |      |      |      |      |      |      |      |      |
| Indian Wells         | –    | –    | –    | 3R   | 1R   | –    | –    | –    | 1R   | 2R   | –    |
| Miami                | –    | –    | –    | 2R   | –    | –    | 1R   | 3R   | –    | –    | –    |
| Monte Carlo          | –    | –    | –    | 2R   | –    | –    | –    | –    | –    | –    | –    |
| Rome                 | –    | –    | –    | 1R   | 1R   | –    | –    | –    | –    | –    | –    |
| Madrid               | l.c. | l.c. | –    | –    | 2R   | –    | –    | –    | –    | –    | –    |
| Montréal/Toronto     | –    | –    | –    | 2R   | –    | –    | –    | –    | –    | –    |      |
| Cincinnati           | –    | –    | –    | 2R   | –    | –    | –    | –    | –    | –    |      |
| Shanghai             | l.c. | l.c. | –    | 2R   | –    | –    | –    | –    | –    | –    |      |
| Parijs               | –    | –    | –    | 1R   | –    | –    | –    | –    | –    | –    |      |
| olympisch            |      |      |      |      |      |      |      |      |      |      |      |
| Olympische Spelen    | g.t. | –    | g.t. | g.t. | g.t. | –    | g.t. | g.t. | g.t. | –    | g.t. |
| statistieken         |      |      |      |      |      |      |      |      |      |      |      |
| totaal aantal titels | 0    | 0    | 0    | 0    | 0    | 0    | 0    | 0    | 0    | 0    | 0    |
| eindejaarsranking    | 444  | 249  | 96   | 43   | 223  | 124  | 146  | 144  | 99   | 257  |      |

### Dubbelspel
| toernooi             | 2010 | 2011 | 2012 | 2013 | 2014 | 2015 | 2016 | 2017 |
| -------------------- | ---- | ---- | ---- | ---- | ---- | ---- | ---- | ---- |
| grandslamtoernooien  |      |      |      |      |      |      |      |      |
| Australian Open      | –    | –    | –    | –    | –    | –    | –    | –    |
| Roland Garros        | 1R   | –    | –    | –    | –    | –    | –    | –    |
| Wimbledon            | 2R   | –    | –    | –    | –    | –    | –    | –    |
| US Open              | –    | –    | –    | –    | –    | –    | –    |      |
| ATP Masters 1000     |      |      |      |      |      |      |      |      |
| (nog) geen deelnames |      |      |      |      |      |      |      |      |
| olympisch            |      |      |      |      |      |      |      |      |
| Olympische Spelen    | g.t. | g.t. | –    | g.t. | g.t. | g.t. | –    | g.t. |
| statistieken         |      |      |      |      |      |      |      |      |
| totaal aantal titels | 0    | 0    | 0    | 0    | 0    | 0    | 0    | 0    |
| eindejaarsranking    | 335  | 339  | 402  | 117  | 692  | 228  | 325  |      |